# Vodní mlýn Kołaczew
Vodní mlýn Kołaczew v obci Złoty Potok je historická dřevěná  stavba z roku 1807, v gmině Janów, okres Częstochowa, Slezské vojvodství.
Vodní mlýn je součástí Stezky dřevěné architektury ve Slezském vojvodství.

## Historie
Na řece Wiercicy podle historických údajů na území Złotého Potoka existovalo šest vodních mlýnů z nichž se dochoval jeden Kołaczew. První písemné prameny zmiňují tento vodní mlýn v roce 1473, kdy jeho mlynářem byl Piotr Palis a majitel Piotr Potocki rytíř z Szreniawy. Mlýn, který se nachází v blízkosti hranice přírodního parku Parkowe, byl postaven v roce 1807. Na mapách Polského království z roku 1839 (Królestwa Polskiego z 1839 r.) je uváděn pod názvem Kołaczew. V době panování Raczyńských byl správcem M. Chuściel a v meziválečné době jeho dcera. Po druhé světové válce byl vodní mlýn znárodněn a veden Gminným výrobním družstvem (Gminną Spółdzielnię Produkcyjną). V padesátých letech 20. století bylo odstraněno vodní kolo a stroje byly poháněny elektrickým proudem. V roce 1928 po požáru byl obnoven. Mlýn je v soukromém vlastnictví, není funkční, zachovala se Peltonova turbína.

## Název
Název vodního mlýna Kołaczew (Klapáč) je odvozen podle charakteristického klapotu, které vydává při práci. V polštině je uváděn ještě jedeno odvození, které pochází od kola (koło), jež připomíná jeho práci pro dobro všech.

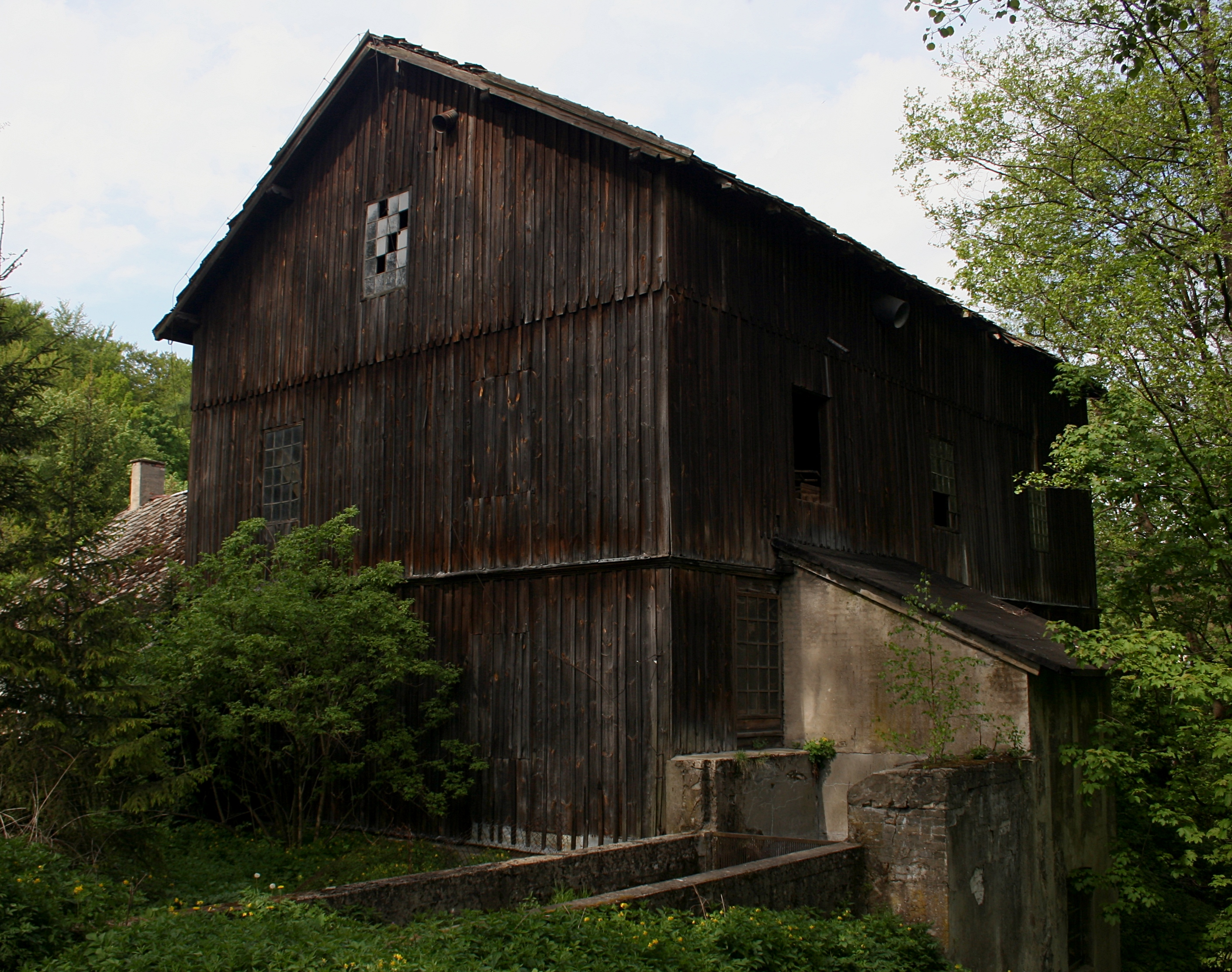
Vodní mlýn Kołaczew

## Okolí
V blízkosti vodního mlýna Kołoczew se nachází pramen Splněných přání (Spełnionych Marzeń), Medvědí jeskyně (grota Niedźwiedzia) nebo obelisk Jana Wrzoska.